# Groporgan

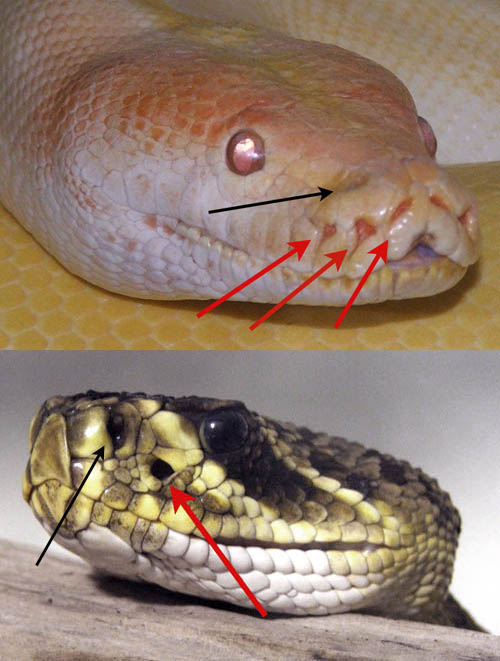
En pytonorm (överst) och en skallerorm (nederst). Röda pilar markerar läppgroparna på pytonormen och groporganen hos skallerormen, medan den svarta pilen markerar näsborrarna.

Groporgan och läppgropar är två typer av värmekänsliga sinnesorgan som återfinns bland ormar och som reagerar på infrarött ljus med en våglängd på mellan 5 och 30 μm. Dessa organ gör att ormarna kan finna varmblodiga byten i mörker. Organen tros även kunna bidra till termoreglering och upptäckt av predatorer. Groporganets innervering är integrerad med synnerven, vilket gör att även en blind orm kan "se" sitt byte.

## Fylogeni och evolution
Dessa värmekänsliga organ utvecklades parallellt hos å ena sidan näsgropsormar och å andra sidan (längs flera olika linjer) hos en del boa- och pytonormar. Strukturernas elektrofysiologi är likartad, men de skiljer sig strukturellt. Utifrån sett har näsgropsormarna ett stort groporgan beläget mellan ögat och näsborren, medan boor och pytonormar har tre eller flera läppgropar längs vardera sidan av överläppen (och ibland även underläppen). Groporganen är mer avancerade och har ett membran med sinnesceller, till skillnad från en enkel gropstruktur.
Hos huggormarna (Viperidae) finns groporgan endast hos underfamiljen näsgropsormar (Crotalinae). Organet spelar stor roll för deras förmåga att upptäcka varmblodiga bytesdjur som smågnagare och fåglar, och tidigare trodde man att det utvecklats speciellt för detta ändamål. Senare forskning har dock visat att groporganet även kan användas för termoreglering. Vid ett experiment som undersökte ormars förmåga att finna ett svalt område i en obekvämt varm labyrint, kunde alla näsgropsormar snabbt hitta dit, något arter som tillhörde egentliga huggormar (Viperinae) inte klarade av. Detta indikerar att groporganet även används vid termoregulation. Det är också möjligt att organet utvecklats i försvarssyfte snarare än för lokalisering av byten, eller att flera faktorer samverkat. Man har ej visat huruvida även boornas och pytonormarnas läppgropar används vid termoreglering. Egentliga huggormar (som saknar groporgan) använder också värmestrålning som vägledning vid angrepp, men inte vid termoreglering.